# 庄行郊野公园
庄行郊野公园又稱庄行郊野·农艺公园、庄行农艺公园，是位於中國上海市奉賢區莊行鎮的一個公園，其占地14平方公里，东至竹港、南至大叶公路、西至千步泾、北至黄浦江。

## 歷史
2019年12月20日，庄行郊野公园開工。2023年4月10日，庄行郊野公园開園。